# Распенава
Распенава (чеськ. Raspenava, нім. Raspenau) — місто в Чехії, в окрузі Ліберець Ліберецького краю. 
Розташоване на Фридлантській височині (320 — 800 метрів над рівнем моря), що утворює північно-західне передгір’я Їзерських гір, приблизно за 6 км від міста Фридлант. Через місто протікає ріка Смеда, а також Ломніцький, Слоупський, Лібвердський, Пекельський та Голубий струмки. 
Назва міста означає "село на Расповій заплаві" і походить від оригінального імені німецького лицаря.
Населення міста — близько 2800 жителів.

## Історія
Точна дата заснування села невідома, але перша згадка про нього — 1343. Перші поселенці походили, ймовірно, з Лужиці. Початково село було розташоване лише на лівому березі Смеди, і, можливо, щоб відрізнити його від сусідніх сіл на правому березі (Луг, Лужец), воно носило назву "Wildenau" (Дика заплава). Поряд ще було поселення Пекло (офіційна назва — нім. Karolinthal). Усі ці села були об’єднані в 1962 в місто Распенава.
Спочатку село мало сільськогосподарський характер, згодом тут також розвинулася переробна промисловість. З 1512 в місці злиття потоків Смеди та Слоупського стояли водяна кузня та металургійний завод, що займався переробкою місцевої та імпортної руди. 
7 серпня 2010, велика частина міста була вражена раптовою повінню, коли розлилася ріка Смеда і Слоупський потік.

## Пам'ятки
- Природний парк Пекло.
- Хлум (495 м над рівнем моря) — пагорб на північній околиці міста, на якому знаходиться вал, що лишився від великого доісторичного поселення кельтів.
- Скеля Звон (550 м над рівнем моря) — найвідоміша скеля Їзерських гір, яка знаходиться у Національному природному заповіднику Поледнік. Вперше на неї зійшли 26 червня 1921. Схід на цю скелю вважався найскладнішим у всій Їзері.
- Церква Внебовзяття Діви Марії (1906)
- Хрест примирення з мечем і двома хрестами.
- На кладовищі знаходиться неоготична родинна усипальниця підприємця Густава Ріхтера, архітектор — Франц Нойман.

## Галерея

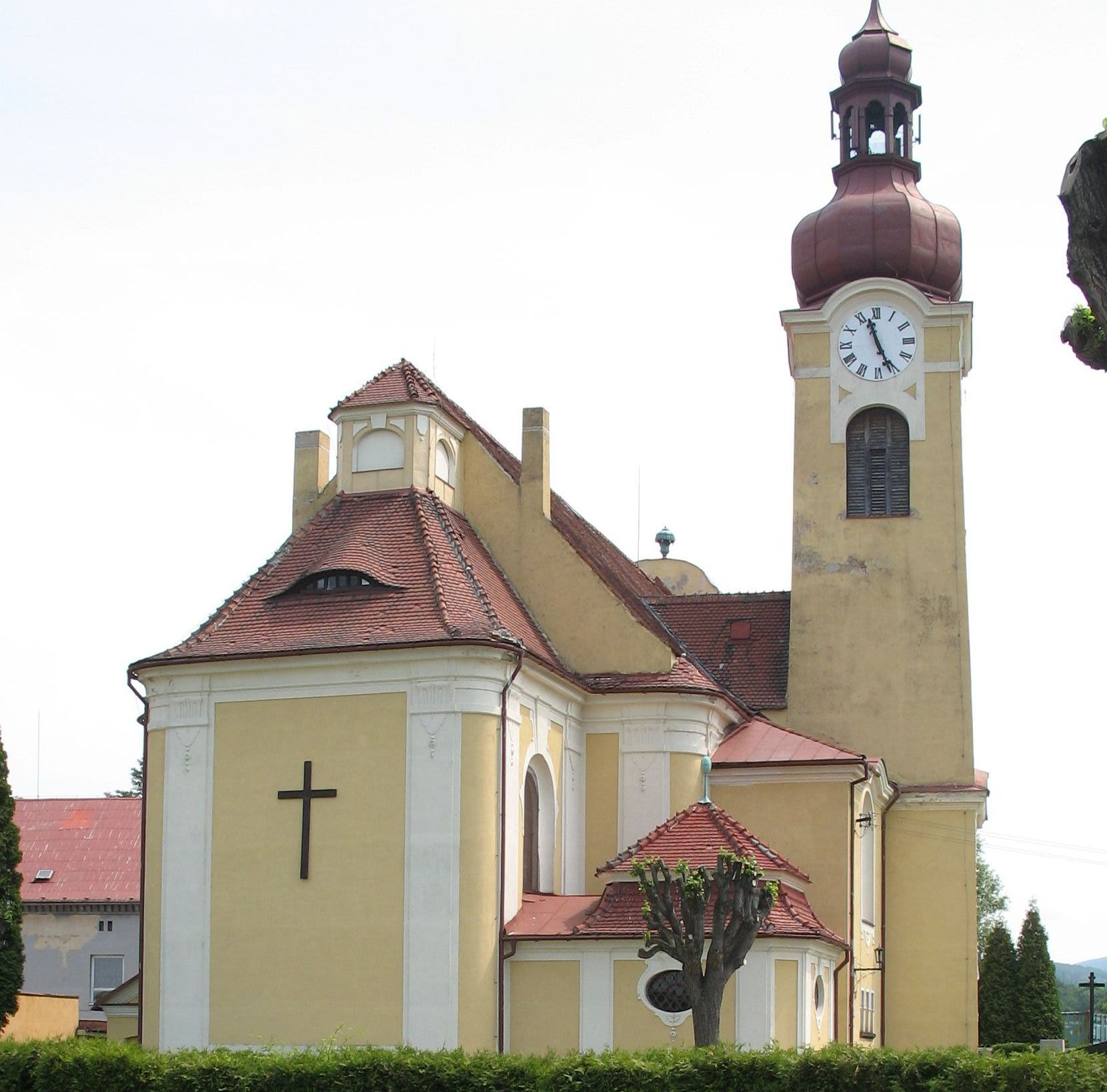
Костел Внебовзяття Діви Марії
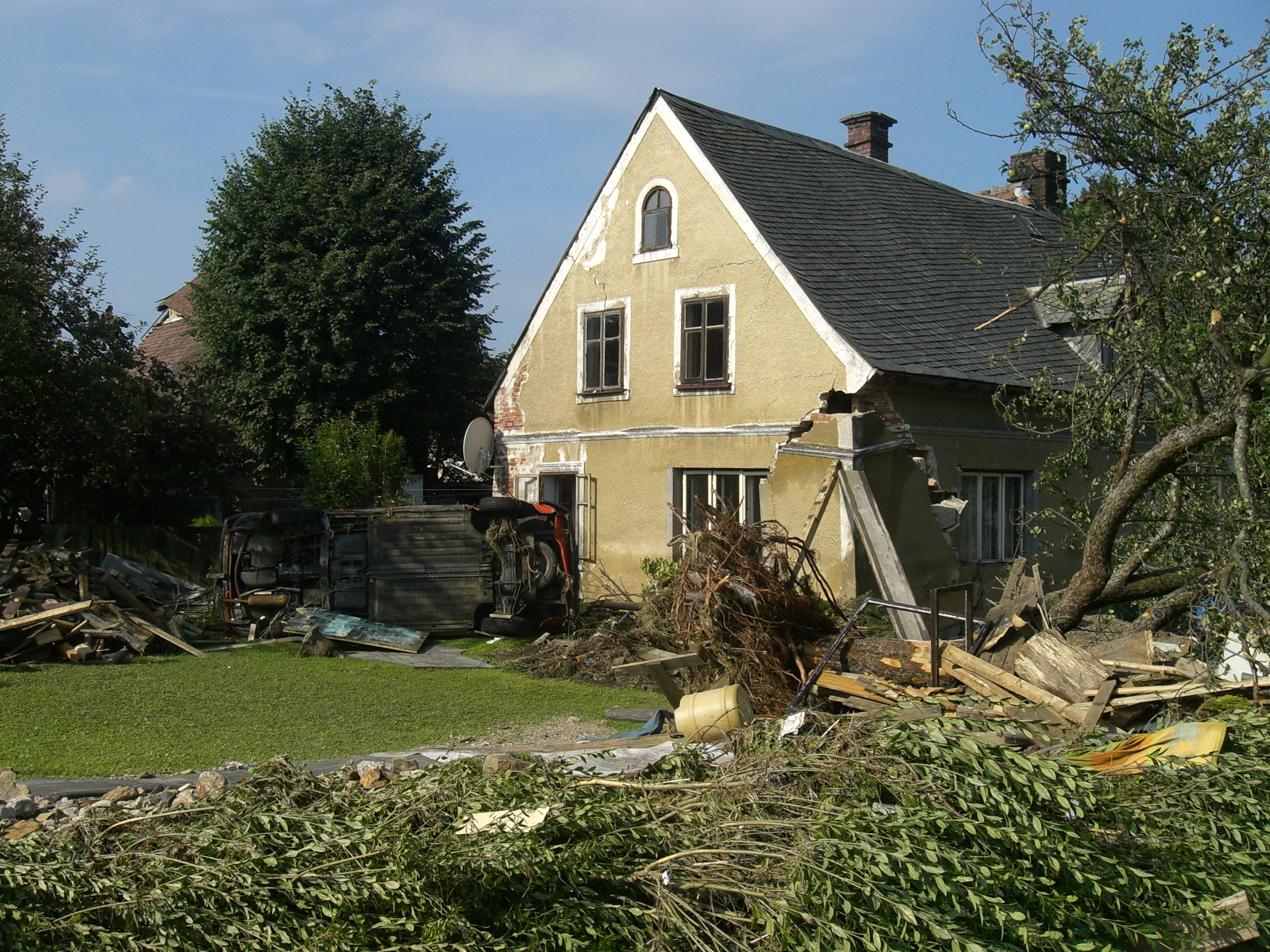
Пошкоджена повінню будівля в Распенаві
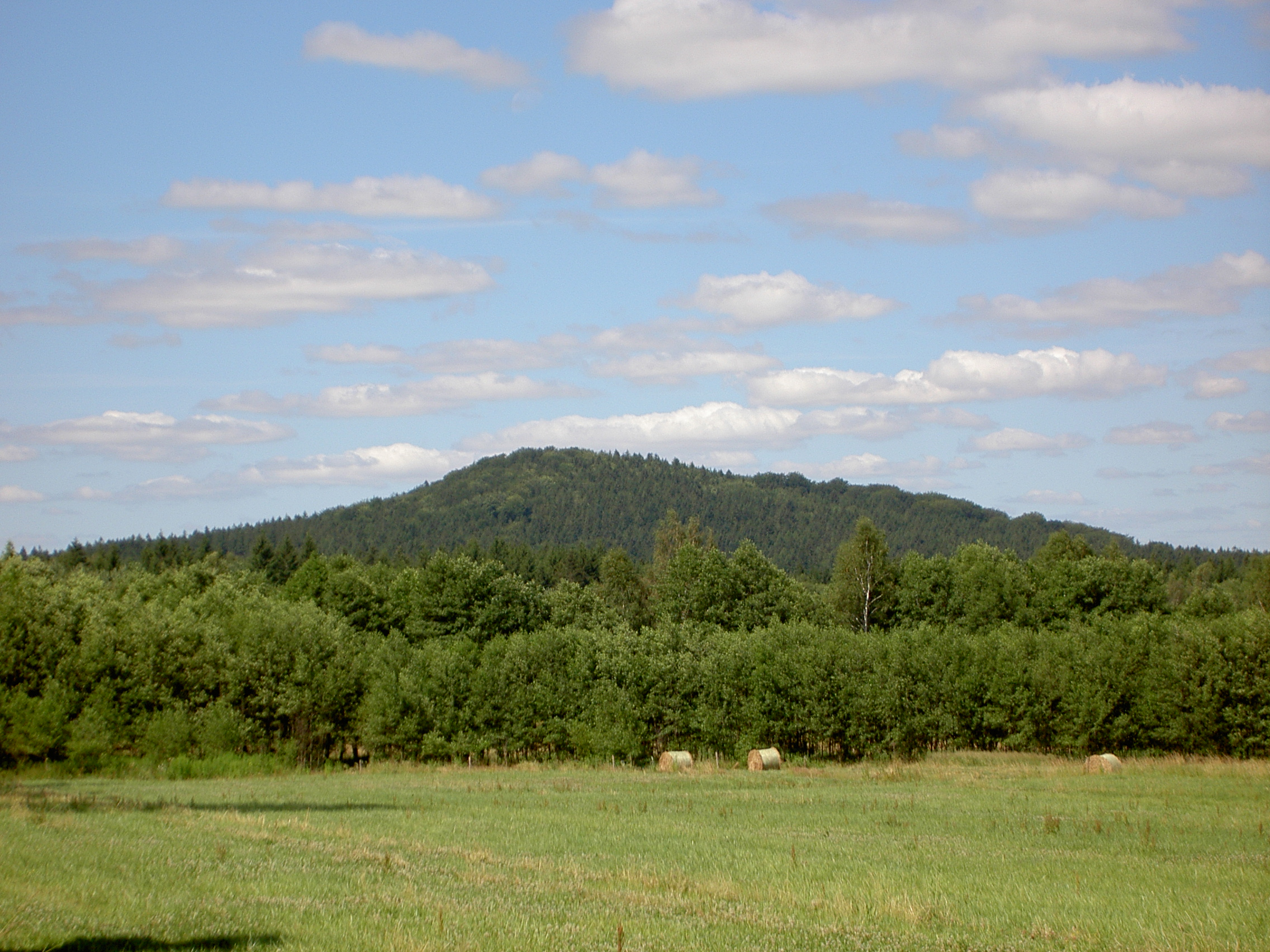
Пагорб Хлум біля Распенави
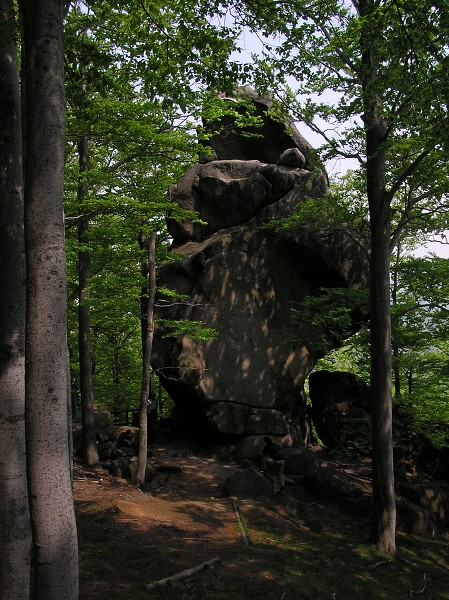
Скеля Звон

## Населення
| Рік  | Чисельність | Чисельність |
| ---- | ----------- | ----------- |
| 1869 | 4012        | [ 5 ]       |
| 1880 | 4179        | [ 5 ]       |
| 1890 | 4266        | [ 5 ]       |
| 1900 | 4647        | [ 5 ]       |
| 1910 | 4764        | [ 5 ]       |
| 1921 | 4262        | [ 5 ]       |

| Рік  | Чисельність | Чисельність |
| ---- | ----------- | ----------- |
| 1930 | 4359        | [ 5 ]       |
| 1950 | 3012        | [ 5 ]       |
| 1961 | 3197        | [ 5 ]       |
| 1970 | 3106        | [ 5 ]       |
| 1980 | 2963        | [ 5 ]       |
| 1991 | 2708        | [ 5 ]       |

| Рік  | Чисельність | Чисельність |
| ---- | ----------- | ----------- |
| 2001 | 2847        | [ 5 ]       |
| 2014 | 2826        | [ 6 ]       |
| 2016 | 2803        | [ 7 ]       |
| 2017 | 2820        | [ 8 ]       |
| 2018 | 2851        | [ 9 ]       |
| 2019 | 2851        | [ 10 ]      |

| Рік  | Чисельність | Чисельність |
| ---- | ----------- | ----------- |
| 2020 | 2819        | [ 11 ]      |
| 2021 | 2837        | [ 12 ]      |
| 2021 | 2730        | [ 13 ]      |
| 2022 | 2825        | [ 14 ]      |
| 2023 | 2840        | [ 15 ]      |
| 2024 | 2849        | [ 3 ]       |

| Рік  | Чисельність | Чисельність |
| ---- | ----------- | ----------- |
| 1869 | 4012        | [ 5 ]       |
| 1880 | 4179        | [ 5 ]       |
| 1890 | 4266        | [ 5 ]       |
| 1900 | 4647        | [ 5 ]       |
| 1910 | 4764        | [ 5 ]       |
| 1921 | 4262        | [ 5 ]       |

| Рік  | Чисельність | Чисельність |
| ---- | ----------- | ----------- |
| 1930 | 4359        | [ 5 ]       |
| 1950 | 3012        | [ 5 ]       |
| 1961 | 3197        | [ 5 ]       |
| 1970 | 3106        | [ 5 ]       |
| 1980 | 2963        | [ 5 ]       |
| 1991 | 2708        | [ 5 ]       |

| Рік  | Чисельність | Чисельність |
| ---- | ----------- | ----------- |
| 2001 | 2847        | [ 5 ]       |
| 2014 | 2826        | [ 6 ]       |
| 2016 | 2803        | [ 7 ]       |
| 2017 | 2820        | [ 8 ]       |
| 2018 | 2851        | [ 9 ]       |
| 2019 | 2851        | [ 10 ]      |

| Рік  | Чисельність | Чисельність |
| ---- | ----------- | ----------- |
| 2020 | 2819        | [ 11 ]      |
| 2021 | 2837        | [ 12 ]      |
| 2021 | 2730        | [ 13 ]      |
| 2022 | 2825        | [ 14 ]      |
| 2023 | 2840        | [ 15 ]      |
| 2024 | 2849        | [ 3 ]       |

## Міста-партнери
- Бішофсверда, Німеччина
- Грифув-Шльонський, Польща